# Joseph Singleton
Joseph Singleton, né le 1er mars 1879 à Melbourne et mort le 24 octobre 1946, est un acteur australien de l'ère du cinéma muet.

## Biographie
Joseph Singleton joua dans 74 films entre 1913 et 1925, notamment dans Le Mari de l'Indienne de Cecil B. DeMille, dans lequel il tient un rôle secondaire.

## Filmographie partielle
- 1913 : The Diamond Makers
- 1913 : Shon the Piper
- 1914 : Le Mari de l'Indienne
- 1914 : From Father to Son
- 1914 : Brewster's Millions
- 1915 : Judge Not ; or The Woman of Mona Diggings
- 1915 : Jordan Is a Hard Road
- 1916 : Daphne and the Pirate de Christy Cabanne
- 1916 : Terrible adversaire (Reggie Mixes In) de Christy Cabanne
- 1916 : Paria de la vie (The Good Bad Man)
- 1916 : Pillars of Society de Raoul Walsh
- 1917 : Aladin (Aladdin and the Wonderful Lamp)
- 1918 : Desert Law
- 1918 : Inside the Lines de David Hartford
- 1919 : The Midnight Man de James W. Horne
- 1919 : La Maison du bonheur (The Enchanted Barn) de David Smith
- 1920 : Le Dernier des Mohicans (The Last of the Mohicans) de Clarence Brown et Maurice Tourneur
- 1922 : L'Homme aux deux visages (Skin Deep) de Lambert Hillyer
- 1922 : Une femme de tête (Two Kinds of Women) de Colin Campbell
- 1924 : Secrets of the Night d'Herbert Blaché